# The Glades
The Glades è una serie televisiva statunitense di genere poliziesco, andata in onda dall'11 luglio 2010 al 26 agosto 2013 su A&E Network.

## Trama
(Tagline della serie televisiva)
Jim Longworth è un detective di Chicago che, dopo essere stato accusato ingiustamente dal suo capo di essere andato a letto con sua moglie, decide di cambiare vita e trasferirsi nell'assolato meridione della Florida, dove spera di trovare uno stile di vita più comodo e rilassante; in realtà gli omicidi non mancano, e Jim scopre che il suo nuovo lavoro al Florida Department of Law Enforcement è più complicato di quanto si aspettasse, ricco di omicidi e complicate indagini..

## Episodi
La serie è composta da quattro stagioni, per un totale di 49 episodi.
| Stagione         | Episodi | Prima TV USA | Prima TV Italia |
| ---------------- | ------- | ------------ | --------------- |
| Prima stagione   | 13      | 2010         | 2011            |
| Seconda stagione | 13      | 2011         | 2012            |
| Terza stagione   | 10      | 2012         | 2013            |
| Quarta stagione  | 13      | 2013         | 2014            |

## Personaggi e interpreti
- Jim Longworth (stagioni 1-4), interpretato da Matt Passmore, doppiato da Gianfranco Miranda.
- Callie Cargill (stagioni 1-4), interpretata da Kiele Sanchez, doppiata da Federica De Bortoli.
- Carlos Sanchez (stagioni 1-4), interpretato da Carlos Gómez, doppiato da Pasquale Anselmo.
- Colleen Manus (stagioni 1-4), interpretata da Michelle Hurd, doppiata da Tiziana Avarista.
- Daniel Green (stagioni 1-4), interpretato da Jordan Wall, doppiato da Flavio Aquilone.
- Jeff Cargill (stagioni 1-4), interpretato da Uriah Shelton, doppiato da Ruggero Valli.
- Samantha Harper (stagione 2), interpretata da Natalia Cigliuti, doppiata da Stella Musy.

## Produzione
La serie era stata originariamente chiamata Sugarloaf. Le riprese avvengono in un magazzino tessile dismesso a Pembroke Park, facendo della serie una delle poche, insieme a Burn Notice - Duro a morire, a essere filmata esclusivamente in Florida. Il termine glades (letteralmente terreno paludoso) indica infatti alcune aree della Contea di Palm Beach, in Florida, e del Sud del New Jersey, lungo la baia del Delaware.

## Distribuzione
Il 13 settembre 2010 la serie è stata rinnovata per una seconda stagione, che ha debuttato il 5 giugno 2011. Grazie ai buoni ascolti ottenuti durante la seconda stagione, il 18 ottobre 2011 la serie è stata rinnovata anche per una terza stagione.
Dopo la messa in onda della quarta stagione, la serie è stata ufficialmente cancellata.
Nella Svizzera italiana è stata trasmessa da RSI LA1, mentre in Italia è stata interamente trasmessa in chiaro dal 31 maggio al 1º luglio 2016 su TOP Crime. Nel 2019 viene trasmessa dal canale Giallo.